# Karl-Heinz Herbrich
Karl-Heinz Herbrich (* 28. Februar 1937 in Leipzig) ist ein ehemaliger Oberst des Ministeriums für Staatssicherheit (MfS) und letzter Leiter der Arbeitsgruppe  Bereich Kommerzielle Koordinierung (AG BKK).

## Leben
Herbrich wurde 1937 in Leipzig geboren. Beide Eltern waren von Beruf zunächst Arbeiter, später wechselte sein Vater zum MfS. Herbrich trat 1953 der SED bei und schloss 1955 die Schule mit der mittleren Reife ab. Im selben Jahr wurde er beim MfS Berlin eingestellt und arbeitete dort für die Abteilung II (Spionageabwehr, später Hauptabteilung II). 1955/56 besuchte er einen Kurs an der Hochschule des Ministeriums für Staatssicherheit (JHS) in Potsdam-Eiche. Ein von 1974 bis 1979 dauerndes Fernstudium an der JHS schloss Herbrich als Diplom-Jurist ab. Von 1980 bis 1984 war er Offizier im besonderen Einsatz (OibE) als Leiter der Operativgruppe Warschau des MfS. Anschließend wurde er zum Stellvertretenden Leiter der Arbeitsgruppe des für die Devisenbeschaffung zuständigen Bereichs Kommerzielle Koordinierung ernannt. 1986 erfolgte seine Beförderung zum Oberst. Zum 5. Juni 1989 löste er wegen Disziplinargründen und finanzieller Unregelmäßigkeiten Wolfram Meinel als Leiter der Arbeitsgruppe Bereich Kommerzielle Koordinierung ab. Im Zuge der politischen Wende in der DDR und der Auflösung des MfS wurde Herbrich im Januar 1990 entlassen.